# Gare du Grand Tronc (Hamilton)
La Gare du Grand Tronc était une station de chemin de fer historique à Hamilton (Ontario), qui était situé sur la rue Stuart, au début de la rue Caroline du Nord.

## Histoire
En 1885, un effort a été fait pour embellir la zone à l'est de la station elle-même avec les jardins d'ornement. Le remblai le long de la rue Stuart a été l'occasion pour permettre aux passagers en passant de savoir exactement en quelle ville ils se trouvaient, avec le mot «Hamilton» écrit avec des pierres blanches.
Michael Willson Browne, l'un des pionniers de l'industrie du transport maritime à Hamilton, a déménagé à Hamilton en 1836, et a conclu un partenariat avec Daniel Charles Gunn, qui a pris sa retraite en 1847. M. Browne est devenu directeur du bureau du chemin de fer du Grand Tronc à Hamilton en 1864.